# Four Senses
Four Senses è un film del 2013, scritto e diretto da Ruediger von Spies.
Il film è stato presentato al Festival di Cannes il 16 maggio 2013,

## Trama
Julia, una giovane e bella donna non vedente, incontra un uomo americano Mark. Entrambi hanno avuto esperienze tragiche nella loro vita: Julia perse la vista in un incidente e Mark perse suo figlio piccolo. In un locale dove Julia cantava, Mark la incontra e la convince a seguirlo per farla tornare a vivere e a nutrire la speranza di poter tornare a vedere con i propri occhi. Tra i due protagonisti nasce una romantica storia d'amore.